# Peggy Nille
Peggy Nille, née le 3 octobre 1972 à Sartrouville, est une illustratrice française de livres pour enfants. Elle est aussi graphiste et décoratrice. Après avoir vécu à Chartres, elle habite depuis 2024 Marseille.

## Biographie
Après un BTS à l'école Estienne pour apprendre le métier de graphiste, Peggy Nille intègre en 1995 l'École Nationale Supérieure des Beaux Arts de Paris. Passionnée de voyages, elle en profite pour parcourir le monde.
L'Asie fait partie de ses grandes influences notamment l'Inde qui la fascine pour ses couleurs et son foisonnement. Elle a déclaré s'inspirer également du Douanier Rousseau, pour « ce mélange de naïveté et de mystère, ce côté foisonnant »
Peggy Nille a travaillé 6 ans comme directrice artistique dans des agences de communication et de création de sites internet. Elle a designé avec des amis le site "Marmiton".
En 2005, elle quitte tout pour illustrer à plein temps. Pendant 14 ans, elle illustre 70 jouets et loisirs créatifs (Djeco) et une centaine de livres pour enfants avec de nombreux éditeurs français (Actes Sud, Gautier-Languereau, Nathan). Fan des livres interactifs, elle a créé la série des "Lily cherche" (Nathan) et des "Cachés dans..." (Actes Sud Junior) - cachés dans la jungle et la mer - plus de 40 000 exemplaires vendus. Le magazine Elle souligne son « univers poétique, rythmé de couleurs incroyables
 » En 2018, elle crée des fresques numériques sur mesure et des carrés de soie.
En 2019, elle illustre aux éditions Langue au chat deux albums signés Michel Bussi d'après son roman Maman a tort : Le Grand Voyage de Gouti et Le Petit Pirate des étoiles.
En 2022, elle collabore avec la marque Pylones en élaborant le motif de la collection "Songe de Printemps"
En 2024, la réalisatrice Bénédicte Galup adapte en court-métrage d'animation Le Grand Voyage de Gouti, avec la voix d'Olivia Ruiz.

## Publications